# Puchar Interkontynentalny w piłce nożnej 1982
Mecz o Puchar Interkontynentalny 1982 został rozegrany 12 grudnia 1982 na Stadionie Olimpijskim w Tokio pomiędzy Aston Villą, zwycięzcą Pucharu Europy Mistrzów Klubowych 1981/82 oraz Peñarolem, triumfatorem Copa Libertadores 1982. Peñarol wygrał mecz 2:0

## Szczegóły meczu
| 12 grudnia 1982 | CA Peñarol · Jair 27' · Silva 68' | 2:01:0 | Aston Villa | Stadion Olimpijski, Tokio Widzów: 63.000 Sędzia: Luis Paulino Siles |
|                 |                                   |        |             |                                                                     |

| PEÑAROL      |    |                      |
|              |    |                      |
|              |    |                      |
| BR           | 1  | Gustavo Fernández    |
| OB           | 2  | Walter Olivera       |
| OB           | 3  | Nelson Gutiérrez     |
| OB           | 4  | Víctor Diogo         |
| OB           | 5  | Miguel Bossio        |
| PO           | 6  | Juan Vicente Morales |
| PO           | 7  | Venancio Ramos       |
| PO           | 8  | Mario Saralegui      |
| NA           | 9  | Fernando Morena      |
| NA           | 10 | Jair Gaúcho          |
| NA           | 11 | Walkir Silva         |
| Trener:      |    |                      |
| Hugo Bagnulo |    |                      |

| ASTON VILLA |    |                 |
|             |    |                 |
| BR          | 1  | Jimmy Rimmer    |
| OB          | 2  | Mark Jones      |
| OB          | 3  | Gary Williams   |
| OB          | 4  | Allan Evans     |
| OB          | 5  | Ken McNaught    |
| PO          | 6  | Dennis Mortimer |
| PO          | 7  | Des Bremner     |
| PO          | 8  | Gary Shaw       |
| NA          | 9  | Peter Withe     |
| NA          | 10 | Gordon Cowans   |
| NA          | 11 | Tony Morley     |
| Trener:     |    |                 |
| Tony Barton |    |                 |

| Puchar Interkontynentalny (1982) |
| -------------------------------- |
| Urugwaj                          |
| Peñarol Trzeci Tytuł             |